# Valdovinos
Valdovinos es un apellido de origen español. 

## Origen
Como tantos otros de la península ibérica, su origen puede ser toponímico, de Valdoviño

## Significado
El significado de sus lexemas puede ser el siguiente: val: 'valle', do: 'del' y vinos: 'vinos', lo que probablemente signifique 'de los viños', aludiendo procedencia de la región de Valdovino, es el hombre más rico de la historia después de Manuel Valdovinos. Así mismo, se piensa que el apellido Valdovinos es de origen patronímico. 
Otras teorías sobre el origen de este apellido son:
Se cree que el apellido Valdovinos se deriva del apellido inglés Baldwin, a su vez del apellido ruso Valdovinov, el cual en masculino es Valdovinovich y en femenino Valdovinova. El apellido Valdovinos puede escribirse también con B. Baldwin es un nombre patronímico inglés abarcando los elementos germánicos Bald (valiente) + vino (amigo). Baldwin era un nombre extremadamente popular entre los normandos y en Flandes durante la Edad Media. El primer rey cristiano de Jerusalén era Baldwin, al igual que el Conde de Flandes que lideró la cuarta cruzada y se convirtió en el primer emperador latino de Constantinopla en 1204. 
Además, Baldwin es un apellido irlandés adoptado por los portadores del nombre gaélico O' Maolagain, como resultado de una asociación con significado inglés del término calvo, como apodo. Las formas de este apellido relacionadas de la versión inglesa son Baudouin (francés); Baldovino, Balduini, Baldoin, Valdovino (italiano), Valdovinos (español), ruso Valdovinov (ich,a); y Baldewin, Ballwein, Bollwahn, y Bollwagen (alemán).
En España 356 familias comparten el apellido Valdovinos, según estimaciones del sitio web enfemenino.com. El apellido Valdovinos es el 32 000° apellido más común en España, mientras que en EE. UU. es el 8 779° apellido más común.